# Rietje

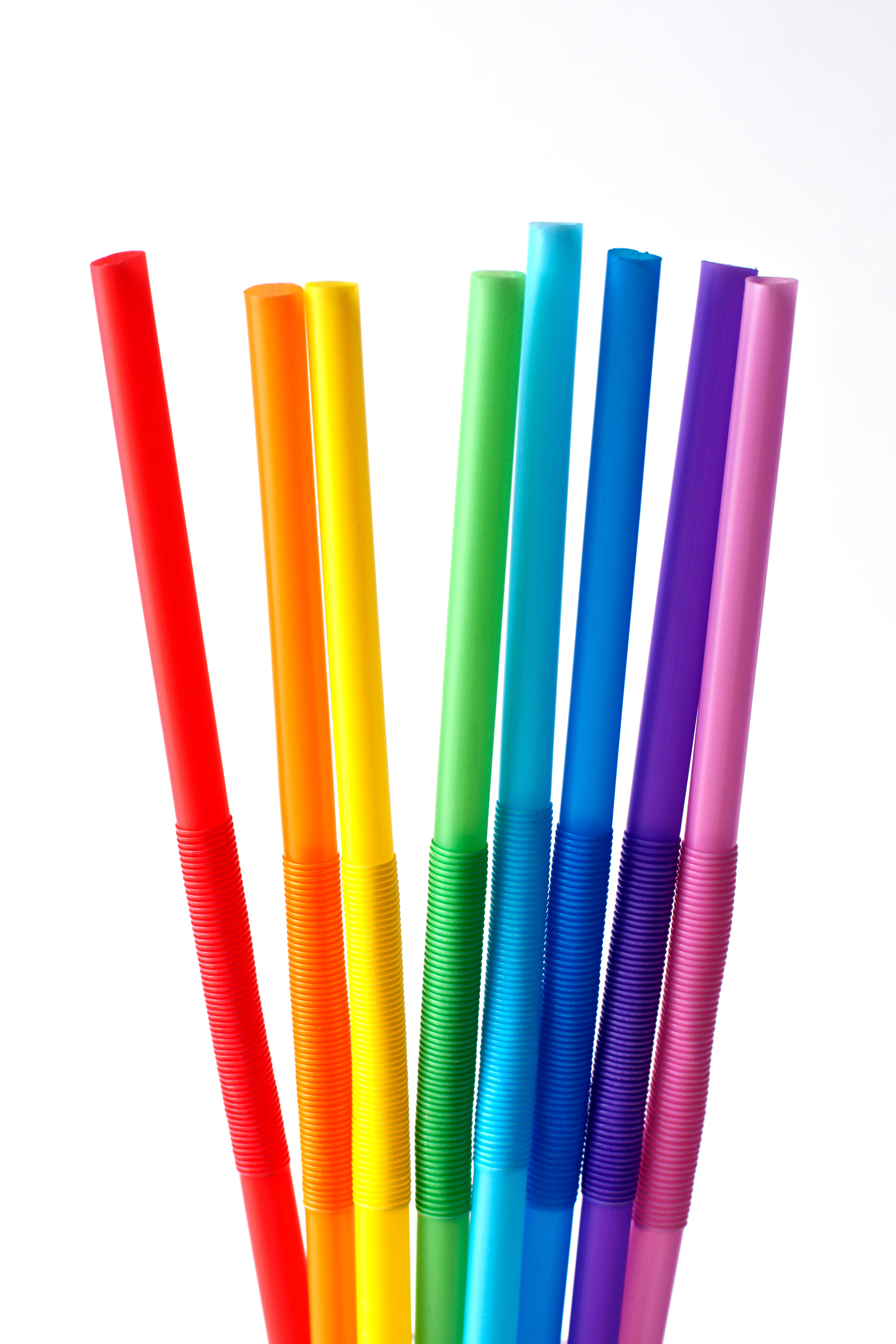
Verschillende kleuren rietjes

Een rietje of strootje is een plastic of papieren buisje om drinken mee op te zuigen. Door het met de mond creëren van een onderdruk in het rietje, wordt door de luchtdruk die op het vloeistofoppervlak drukt de vloeistof door het rietje richting de mond geduwd.

## Geschiedenis

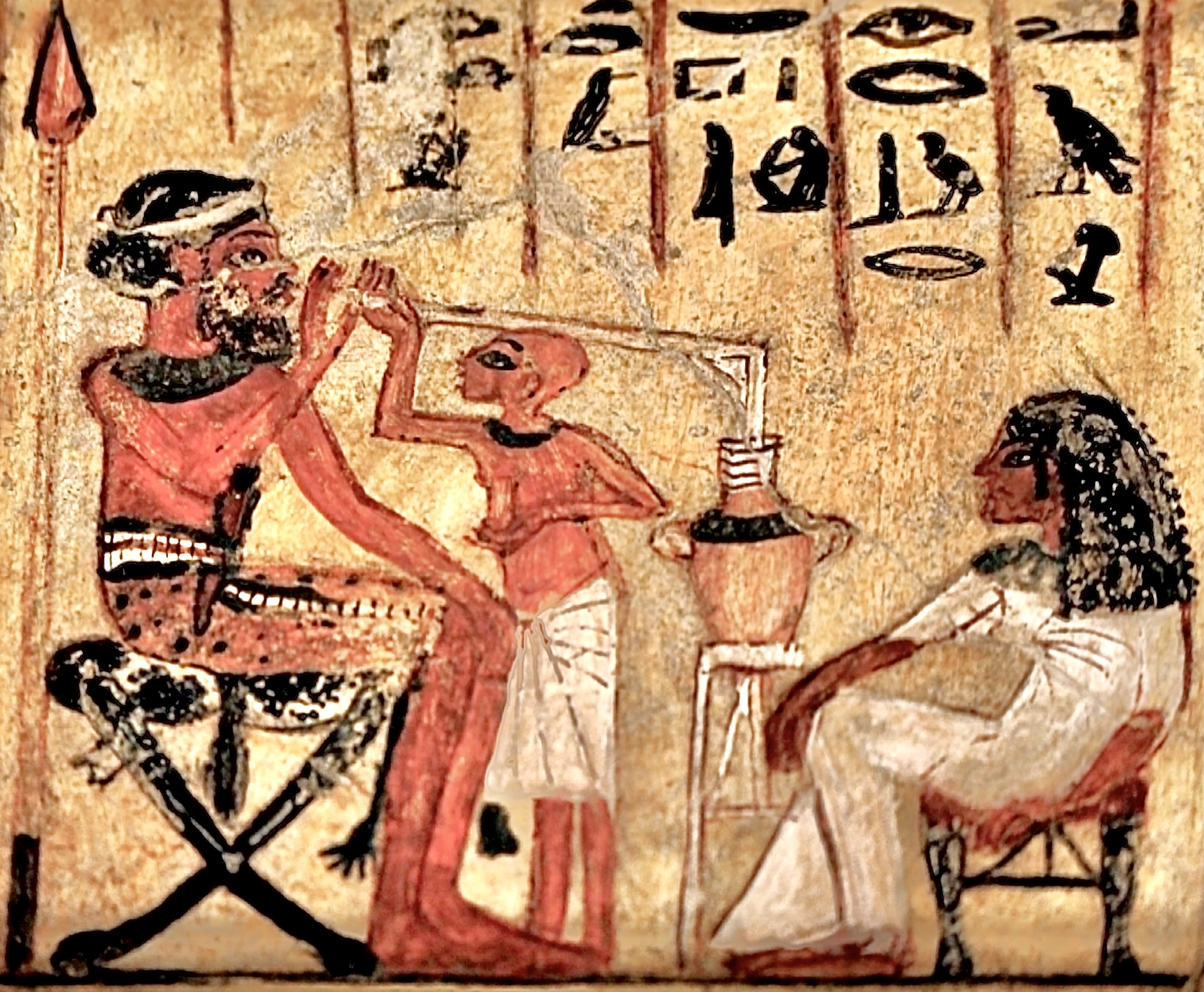
Oude Egyptische schilderkunst, 18e dynastie, heerschappij van Achnaton (Amenophis IV), circa 1300 v.G.T. afbeelding van het gebruik van een vroege vorm van rietje om bier te drinken. Egyptisch museum van Berlijn

De eerste rietjes werden gebruikt door de Sumeriërs om bier mee te drinken. In de moderne tijd werd het rietje gepatenteerd in 1888 door Marvin Stone. Hij fabriceerde een papieren buisje om de voorheen gebruikte rietjes van echt riet te vervangen. Van oorsprong was Stone een fabrikant van sigaretpapier maar al in 1890 waren rietjes zijn voornaamste product.

## Soorten
Rietjes zijn meestal rond de 10–20 cm lang en hebben meestal een diameter van 3–10 mm. Er zijn verschillende soorten rietjes:
- Volledig rechte en onbuigzame rietjes.
- Buigzame rietjes zoals op de foto hebben op een kwart van de totale lengte een harmonicagedeelte, waardoor het rietje in een hoek gebogen kan worden zonder lek te raken.
- U-vormige rietjes hebben een harmonicagedeelte op en derde van de totale lengte en worden met de harmonica in compacte U-vorm gevouwen geleverd bij meeneemverpakkingen sap of frisdrank.
- Telescopische rietjes die bestaan uit een smaller en een breder deel, die in elkaar te schuiven zijn om lange rietjes mee te maken.
- Lepelrietjes met een lepelvormig uiteinde dat ook gebruikt kan worden voor het scheppen van vaste substanties in een vloeibaar product.
- Flexibele en multi-harmonicale rietjes zijn in diverse vormen te buigen, waardoor het mogelijk is met de rietjes te spelen.

## Milieuvervuiling
De productie van plastic rietjes draagt bij aan de consumptie van aardolie en gebruikte rietjes worden onderdeel van de wereldwijde plastic vervuiling (waaronder de plasticsoep) wanneer ze worden weggegooid, meestal na eenmalig gebruik. Een actiegroep tegen rietjes heeft geschat dat alleen al in de Verenigde Staten elke dag ongeveer 500 miljoen rietjes worden gebruikt – gemiddeld 1,6 rietje per inwoner per dag.
Rietjes worden meestal van polypropyleen gemaakt, vermengd met kleurstoffen en weekmakers en ze breken niet biologisch af in het milieu. Omdat het materiaal sterk is, kan het echter wel hergebruikt of gerecycled worden in andere producten. Afvalrietjes worden in Oeganda uit afvaldepots voor bier en frisdranken gehaald, schoongemaakt en omgebouwd tot matten voor picknicks of gebed of er worden tassen van gemaakt.
Milieuvriendelijkere alternatieven op plastic rietjes, waaronder herbruikbare, bestaan wel, maar ze zijn niet altijd beschikbaar:
- Papieren rietjes
- Glazen rietjes
- Metalen rietjes
- Bamboe rietjes
- Strorietjes
- Pastarietjes

Milieugroepen hebben consumenten aangemoedigd om bezwaar te maken tegen de automatische toevoeging van plastic rietjes bij voedselbediening. Kritiek hierop luidt onder andere dat het verbieden van plastic rietjes nauwelijks zou helpen om het probleem van plastic afval aan te pakken en derhalve vooral symbolisch zou zijn. Andere kritiek wijst erop dat gehandicapten plastic rietjes nodig zouden hebben en dat consumenten recht op keuze hebben. Hier kan tegenin gebracht worden dat rietjes op verzoek kunnen worden geleverd in plaats van standaard.

## Verbod op plastic rietjes

### Europese Unie
In mei 2018 stelde de Europese Unie voor om verschillende soorten wergwerpplastic te verbieden, waaronder rietjes, wattenstaafjes, bestek, ballonstokken en roerstaafjes.

### Verenigd Koninkrijk en Ierland
Op 19 april 2018, in de aanloop naar Earth Day, kondigde men tijdens een bijeenkomst van de regeringsleiders van het Gemenebest van Naties een voorstel aan tot uitfasering van plastic producten voor eenmalig gebruik ('wegwerpplastic'). Hieronder vallen plastic rietjes die niet gerecycled kunnen worden en bijdragen aan de vervuiling van oceanen en ecosystemen en wildlife. Er is geschat dat anno 2018 er dagelijks ongeveer 23 miljoen rietjes worden gebruikt en weggegooid in het Verenigd Koninkrijk.
Enkele maanden daarvoor had koningin Elizabeth II van het Verenigd Koninkrijk al het gebruik van plastic rietjes en andere eenmalig bruikbare plastic voorwerpen in haar paleizen beëindigd.
In juni 2018 werd na een papieren rietjesproef van twee maanden in verschillende vestigingen door McDonald's aangekondigd dat men in het gehele VK en Ierland voortaan papieren rietjes zou gebruiken.

### Canada
Na het Britse voorstel overwoog Canada eveneens om plastic rietjes te verbieden. Uit een onofficiële online enquête bleek dat meer dan 70% van de kiezers het eens was met een rietjesverbod.
Vanaf 2019 zal in de stad Vancouver een rietjesverbod gelden door een stemming in mei 2018, waarbij ook andere eenmalig bruikbare voorwerpen werden verboden. De maand daarop kondigde de grootste Canadese fastfoodketen A&W Food Services of Canada aan dat ze tegen januari 2019 in al hun vestigingen plastic rietjes zouden hebben uitgefaseerd.

### Verenigde Staten
Rietjesverboden werden in 2018 voorgesteld in Californië en New York. In juli 2018 kondigde Starbucks aan dat alle 28.000 koffieshops overstappen van plastic rietjes naar een duurzaam alternatief. In 2020 moet deze nieuwe regel ingaan. De nieuwe rietjes zijn gemaakt van papier of van duurzame materialen als plantaardig zetmeel. Andere bedrijven deden plastic rietjes in 2018 reeds in de ban.
Fastfoodketen McDonald's beproefde het gebruik van papierenrietjes in 2018. Het bedrijf heeft aangegeven uiterlijk 2025 over te stappen naar rietjes en verpakkingen van duurzame of recyclebare materialen in alle restaurants.